# Morti nell'874
| Questa pagina contiene informazioni ricavate automaticamente dalle voci biografiche con l'ausilio del template Bio e di un bot. L'aggiornamento è periodico e automatico e ricostruisce completamente la pagina. Se manca una persona in questa lista, sei pregato di non aggiungerla, ma accertati piuttosto che la sua voce biografica contenga il template Bio e che i dati anagrafici siano correttamente compilati. Se il template Bio manca, inseriscilo tu stesso o, in alternativa, metti l'avviso {{tmp\|Bio}} che ne segnala la mancanza. Se i dati riportati sono sbagliati, correggi direttamente la voce biografica; le modifiche saranno visibili in questa lista entro pochi giorni. Per chiarimenti vedi il progetto biografie. La lista contiene solo le 12 persone che sono citate nell'enciclopedia e per le quali è stato implementato correttamente il template Bio. Pagina aggiornata al 26 giu 2025. |

- 1º gennaio - Al-Hasan al-Askari, imam arabo (n. 846)
- 25 giugno - Salomone di Bretagna, sovrano
- 30 luglio - Adalbert I di Salisburgo, arcivescovo tedesco
- 15 agosto - Alfredo di Hildesheim, monaco cristiano e vescovo tedesco
- 29 novembre - Hathumoda, badessa tedesca (n. 840)
- Adelardo, abate franco
- Bernardo II di Tolosa, nobile
- Gerardo di Rossiglione, conte
- Unruoch III del Friuli, nobile franco
- Yahya ibn Yahya, sultano marocchino
- Bayazid Bistami, mistico persiano (n. 804)
- Asbjorn skerjablesi, sovrano